# Gonomyia varsha
Gonomyia varsha är en tvåvingeart som beskrevs av Alexander 1963. Gonomyia varsha ingår i släktet Gonomyia och familjen småharkrankar. Inga underarter finns listade i Catalogue of Life.